# Благодаровка (Оренбургская область)
Благода́ровка — село в Бугурусланском районе Оренбургской области. Административный центр Благодаровского сельсовета.

## География
Село находится у северо-западной окраины города Бугуруслан, административного центра района.

### Часовой пояс
Село Благодаровка, как и вся Оренбургская область, находится в часовой зоне МСК+2. Смещение применяемого времени относительно UTC составляет +5:00.

## История
Село изначально называлось Кармальское Устье и принадлежало В. М. Карамзину. В советское время работал колхоз им. Сакко и Ванцетти. В состав села вошла деревня Поздюневка (ныне — северная часть села).

## Население
| 2010 |
| ---- |
| 729  |

### Национальный состав
Согласно результатам переписи 2002 года, в национальной структуре населения русские составляли 70 % из 711 чел.